# Campeonato Mundial de Natação em Piscina Curta de 2014 - 200 m borboleta feminino
A prova dos 200 metros nado borboleta feminino do Campeonato Mundial de Natação em Piscina Curta de 2014 foi disputado em 3 de dezembro no Centro Aquático Aspire Sports Complex em Doha.

## Recordes
Antes desta competição, os recordes mundiais e do campeonato nesta prova eram os seguintes:
|     | Nome           | Nacionalidade | Tempo   | Local    | Data                   |
| --- | -------------- | ------------- | ------- | -------- | ---------------------- |
| 'WR | Liu Zige       | China         | 2:00.78 | Berlim   | 15 de novembro de 2009 |
| CR  | Katinka Hosszú | Hungria       | 2:02.20 | Istambul | 12 de dezembro de 2012 |

Os seguintes recordes foram estabelecidos durante a competição:
| Data          | Prova | Nome            | Nacionalidade | Tempo   | Recorde |
| ------------- | ----- | --------------- | ------------- | ------- | ------- |
| 3 de dezembro | Final | Mireia Belmonte | Espanha       | 1:59.61 | WR, CR  |

## Medalhistas
| Ouro               | Prata            | Bronze                   |
| Chad le Clos (ESP) | Daiya Seto (HUN) | Paweł Korzeniowski (GER) |

## Resultados

### Eliminatórias
As eliminatórias ocorreram dia 3 de dezembro. 
| Colocação | Bateria | Raia | Nome                    | Nacionalidade  | Tempo   | Notas |
| --------- | ------- | ---- | ----------------------- | -------------- | ------- | ----- |
| 1         | 3       | 4    | Katinka Hosszú          | Hungria        | 2:02.42 | Q     |
| 2         | 4       | 4    | Mireia Belmonte         | Espanha        | 2:03.61 | Q     |
| 3         | 2       | 6    | Zhang Yufei             | China          | 2:04.71 | Q     |
| 4         | 2       | 5    | Brianna Throssell       | Austrália      | 2:05.03 | Q     |
| 5         | 4       | 3    | Franziska Hentke        | Alemanha       | 2:05.17 | Q     |
| 6         | 3       | 5    | Cammile Adams           | Estados Unidos | 2:05.35 | Q     |
| 7         | 3       | 6    | Miyu Nakano             | Japão          | 2:05.44 | Q     |
| 8         | 4       | 6    | Alessia Polieri         | Itália         | 2:05.68 | Q     |
| 9         | 4       | 1    | Katherine Mills         | Estados Unidos | 2:06.01 |       |
| 10        | 2       | 3    | Liu Zige                | China          | 2:06.07 |       |
| 11        | 3       | 2    | Stefania Pirozzi        | Itália         | 2:06.42 |       |
| 12        | 3       | 3    | Liliána Szilágyi        | Hungria        | 2:06.66 |       |
| 13        | 4       | 2    | Katerine Savard         | Canadá         | 2:06.68 |       |
| 14        | 2       | 4    | Audrey Lacroix          | Canadá         | 2:07.41 |       |
| 15        | 4       | 7    | Danielle Villars        | Suíça          | 2:07.91 |       |
| 16        | 3       | 7    | Sakiko Shimizu          | Japão          | 2:08.34 |       |
| 17        | 2       | 2    | Martina van Berkel      | Suíça          | 2:08.39 |       |
| 18        | 4       | 8    | Anja Klinar             | Eslovênia      | 2:08.81 |       |
| 19        | 4       | 5    | Sarah Sjöström          | Suécia         | 2:09.51 |       |
| 20        | 2       | 1    | Rene Warnes             | África do Sul  | 2:09.81 |       |
| 21        | 2       | 7    | Marie Wattel            | França         | 2:09.83 |       |
| 22        | 3       | 1    | Claudia Hufnagl         | Áustria        | 2:11.97 |       |
| 23        | 3       | 0    | Jessica Camposano       | Colômbia       | 2:12.21 |       |
| 24        | 3       | 8    | Nida Üstündağ           | Turquia        | 2:12.45 |       |
| 25        | 4       | 9    | Julia Hassler           | Liechtenstein  | 2:12.90 |       |
| 26        | 1       | 4    | Valerie Gruest          | Guatemala      | 2:13.07 |       |
| 27        | 2       | 8    | Chan Kin Lok            | Hong Kong      | 2:15.16 |       |
| 28        | 2       | 0    | Hannah Dato             | Filipinas      | 2:15.47 |       |
| 29        | 3       | 9    | Lara Butler             | Ilhas Caimã    | 2:17.49 |       |
| 30        | 4       | 0    | Sarah Hadj-Abderrahmane | Argélia        | 2:20.39 |       |
| 31        | 2       | 9    | Defne Kurt              | Turquia        | 2:21.50 |       |
| 32        | 1       | 5    | San Khant Khant Su      | Myanmar        | 2:31.65 |       |
| 33        | 1       | 3    | Diana Basho             | Albânia        | 2:33.77 |       |
| 34        | 1       | 6    | Dirngulbai Misech       | Palau          | 3:03.34 |       |

### Final
A final teve sua disputa realizada em 3 de dezembro. 
| Colocação         | Raia | Nome              | Nacionalidade  | Tempo   | Notas  |
| ----------------- | ---- | ----------------- | -------------- | ------- | ------ |
| Medalha de ouro   | 5    | Mireia Belmonte   | Espanha        | 1:59.61 | WR, CR |
| Medalha de prata  | 4    | Katinka Hosszú    | Hungria        | 2:01.12 |        |
| Medalha de bronze | 2    | Franziska Hentke  | Alemanha       | 2:03.89 |        |
| 4                 | 3    | Zhang Yufei       | China          | 2:04.91 |        |
| 5                 | 8    | Alessia Polieri   | Itália         | 2:05.52 |        |
| 6                 | 7    | Cammile Adams     | Estados Unidos | 2:06.35 |        |
| 7                 | 6    | Brianna Throssell | Austrália      | 2:06.40 |        |
| 8                 | 1    | Miyu Nakano       | Japão          | 2:06.45 |        |

Legenda
| Recorde mundial       | Recorde mundial (World record)               |                       | Recorde africano                      | Recorde africano (African) |                                           | Q | Classificado por posição (Qualified) |
| Recorde do campeonato | Recorde do campeonato (Championship record)  | Recorde da América    | Recorde da América (Americas)         | q                          | Classificado por melhor tempo (Qualified) |   |                                      |
| Melhor marca do ano   | Melhor marca do ano (World leading)          | Recorde asiático      | Recorde asiático (Asian)              | DNS                        | Não largou (Did not start)                |   |                                      |
| Recorde nacional      | Recorde nacional (National record)           | Recorde europeu       | Recorde europeu (European)            | DNF                        | Não terminou (Did not finish)             |   |                                      |
| Recorde pessoal       | Recorde pessoal do atleta (Personal best)    | Recorde da Oceania    | Recorde da Oceania (Oceania)          | DSQ / DQ                   | Desclassificado (Disqualified)            |   |                                      |
| Recorde da temporada  | Recorde da temporada do atleta (Season best) | Recorde sul-americano | Recorde sul-americano (South America) | NM                         | Sem marca (No mark)                       |   |                                      |